# John Jervis

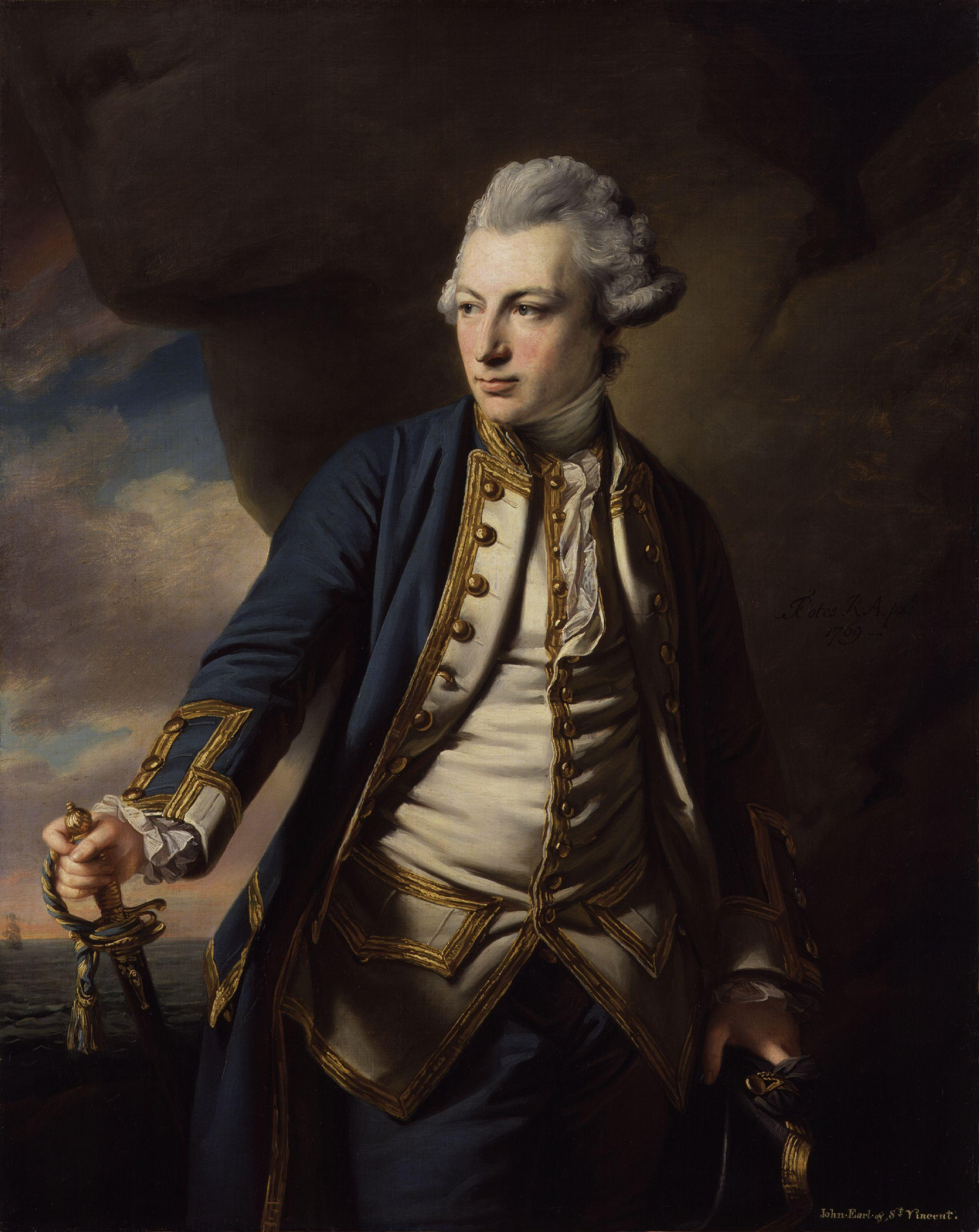
John Jervis, 1. hrabia St Vincent

John Jervis (ur. 9 stycznia 1735 w Meaford Hall w hrabstwie Staffordshire, zm. 14 marca 1823) – brytyjski polityk, admirał Royal Navy.

## Życiorys
Wykształcenie odebrał w Burton on Trent Grammar School i w prywatnej szkole w Greenwich. Do marynarki wojennej wstąpił w 1749 r. W 1755 r. osiągnął rangę kapitana (Lieutenant). Brał udział w wyprawie przeciwko Quebecowi w 1759 r. W 1760 r. został mianowany komandorem (Post-Captain) i dowodził kilkoma jednostkami na Morzu Śródziemnym i kanale La Manche. W 1770 r. otrzymał podziękowania od Admiralicji, kiedy uratował od rozbicia HMS „Alarm”, którego sztorm rzucił na skały niedaleko Marsylii. Jervis służył podczas amerykańskiej wojny o niepodległość i brał udział w bitwie pod Ushant w 1778 r. Za zdobycie francuskiego okrętu „Pegase” w 1782 r. otrzymał Order Łaźni.
W 1783 został deputowanym do Izby Gmin z ramienia partii wigów. Początkowo reprezentował okręg wyborczy Launceston, ale już w 1784 przeniósł się do okręgu Great Yarmouth. Od 1790 reprezentował okręg wyborczy Wycombe. W 1787 uzyskał rangę oficera flagowego. W 1788 r. poślubił swoją kuzynkę, Marthę Parker. Po wybuchu wojen z rewolucyjną Francją został wysłany do Indii Zachodnich, gdzie brał udział w podboju francuskich kolonii. Po powrocie do Wielkiej Brytanii w 1795 otrzymał rangę admirała. W listopadzie otrzymał komendę na Morzu Śródziemnym, gdzie odpowiadał za blokadę Tulonu oraz wsparcie dla antyfrancuskich działań we Włoszech.
Jervis był naczelnym dowódcą floty w basenie Morza Śródziemnego w latach 1796–1799. W 1797 pokonał flotę hiszpańską koło Przylądka św. Wincentego, za co otrzymał parowskie tytuły hrabiego St Vincent i barona Jervis, dzięki którym zajął miejsce w Izbie Lordów. W tym czasie w bazach Royal Navy w Wielkiej Brytanii doszło do buntów wśród marynarzy. Aby przeciwdziałać podobnym zajściom w swoich jednostkach, lord St Vincent zaostrzył dyscyplinę na okrętach. Nie oszczędzał także swoich oficerów, za co jeden z nich, sir John Orde, wyzwał go na pojedynek.
W 1799 r. lord St Vincent tymczasowo złożył dowodzenie flotą z powodu złego stanu zdrowia. W 1801 otrzymał tytuł 1. wicehrabiego St Vincent, który mógł być dziedziczony przez krewnych niebędących zstępnymi. W latach 1801–1804 był pierwszym lordem Admiralicji w rządach Pitta Młodszego i Addingtona. W latach 1806–1807 dowodził flotą na kanale La Manche. Służbę w Royal Navy zakończył w 1811 r. Z okazji koronacji Jerzego IV w 1821 otrzymał rangę admirała floty.
Lord St Vincent zmarł w 1823 wraz z jego śmiercią wygasły tytuły hrabiego St Vincent i barona Jervis. Tytuł wicehrabiego St Vincent odziedziczył jego siostrzeniec, Edward.
Jego nazwisko zostało uwiecznione w nazwie zatoki (Zatoka Jervis) na wybrzeżu Nowej Południowej Walii w Australii.